# Plätze Stanislas, de la Carrière und d’Alliance in Nancy
Unter der Bezeichnung „Plätze Stanislas, de la Carrière und d’Alliance in Nancy“ fasst die UNESCO drei Plätze in der nordostfranzösischen Stadt Nancy im Département Meurthe-et-Moselle zusammen.

## Einschreibung
Die Einschreibung in die Liste des UNESCO-Welterbes erfolgte während der 7. Sitzung des Welterbekomitees vom 5. bis 9. Dezember 1983 in der italienischen Metropole Florenz.
Folgende Kriterien wurden zum Zeitpunkt der Einschreibung in die Liste des Welterbes erfüllt:
- i: Die Güter stellen ein Meisterwerk der menschlichen Schöpferkraft dar.
- iv: Die Güter stellen ein hervorragendes Beispiel eines Typus von Gebäuden, architektonischen oder technologischen Ensembles oder Landschaften dar, die einen oder mehrere bedeutsame Abschnitte der Geschichte der Menschheit versinnbildlichen.

## Beschreibung
Nancy, der vorübergehende Wohnsitz eines Königs ohne Königreich – Stanislaus I. Leszczyński, Schwiegervater  des französischen Königs Ludwig XV. und später Herzog von Lothringen – ist das älteste und typischste Beispiel einer modernen Hauptstadt, in der sich ein aufgeklärter Monarch als sensibel für die Bedürfnisse der Öffentlichkeit erwies. Nancy wurde zwischen 1752 und 1756 von einem Team unter der Leitung des Architekten Emmanuel Héré erbaut und war ein sorgfältig durchdachtes Projekt, mit dem eine Hauptstadt geschaffen werden konnte, die nicht nur das Ansehen des Souveräns stärkte, sondern auch funktional war.

### Place Stanislas
Die Place Stanislas ist ein klassizistisches städtebauliches Ensemble inmitten von Nancy (), das im 18. Jahrhundert angelegt wurde, um die mittelalterliche Stadt (franz. vieille ville, dt. alte Stadt) aus dem 10. Jahrhundert mit der Neustadt (franz. ville neuve) aus dem 16. Jahrhundert zu verbinden.

### Place de la Carrière
Die Place de la Carrière liegt nordwestlich der zentralen Place Stanislas in der Altstadt (). Die Place Stanislas und die Place de la Carrière sind über die Rue Héré verbunden und durch den Arc Héré städtebaulich getrennt. Eine niedrige Mauer fasst den Platz ein, die Ecken werden von vier Brunnen mit Kinderfiguren gebildet. Am südlichen und nördlichen Ende begrenzt ein hoher schmiedeeiserner Zaun den Platz.

### Place d’Alliance
Die Place d’Alliance (dt. Bündnisplatz) liegt rund 150 Meter östlich der zentralen Place Stanislas (). Anfangs wurde der Platz Place royale (dt. Königlicher Platz) genannt, 1756 erhielt er seinen heutigen Namen, der an die Allianz zwischen Frankreich und Österreich-Ungarn erinnern soll, aber auch an den Zusammenschluss der Herzogtümer Bar und Lothringen.